# Стрижково
Стрижково — деревня в Бережанской волости Островского района Псковской области.
Расположена на левом берегу реки Лжа (приток Утрои), в 27 км к юго-западу от центра города Остров и в 6 км к югу от деревни Дубки.
Численность населения деревни по состоянию на 2000 год составляла 10 человек.
До 3 июня 2010 года деревня входила в состав ныне упразднённой Рубиловской волости с центром в д. Дубки.